# Grande synagogue de Budapest
Pour les articles homonymes, voir Grande synagogue.
La Grande Synagogue de Budapest (en hongrois : Nagy Zsinagóga, en hébreu : בית הכנס הגדול של בודפשט) ou synagogue de Dohány utca (Dohány utcai zsinagóga) est une synagogue située dans le quartier d'Erzsébetváros, dans le 7e arrondissement de Budapest, considérée comme la plus grande d'Europe et la seconde du monde par sa capacité d'accueil (3 500 places) et non par sa taille après le Temple Emanu-El à New York. Elle est la place forte du judaïsme néologue en Europe centrale.

## Description

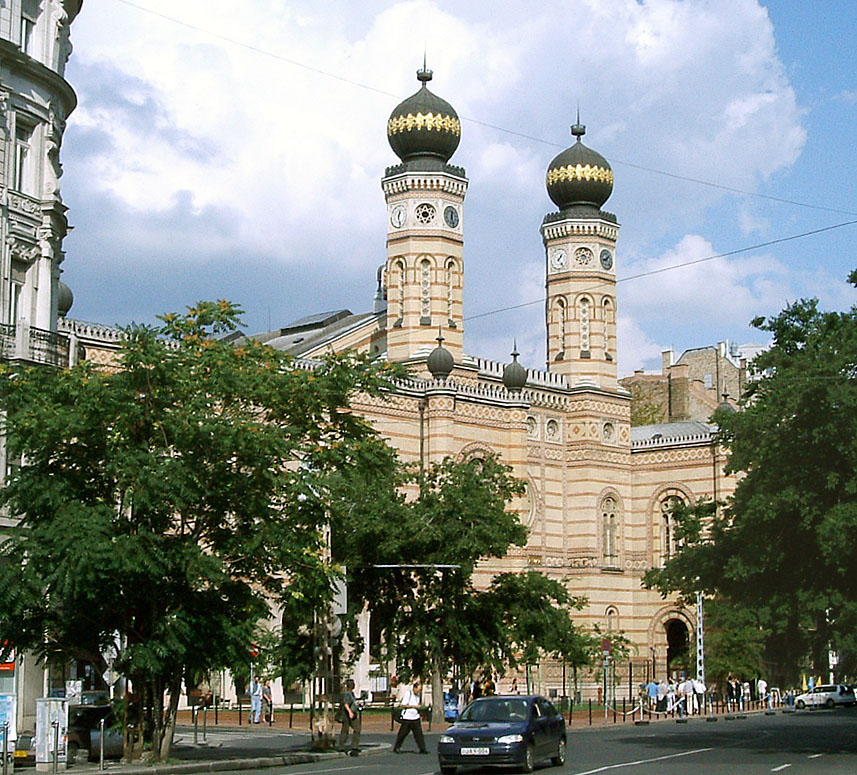
Vue d'ensemble de la façade

L'édifice a été construit entre 1854 et 1859 par l'architecte viennois Ludwig Förster dans le style mauresque, inspiré principalement par les modèles musulmans d'Afrique du Nord et d'Espagne (l'Alhambra), selon un plan de Ludwig Förster, avec un style intérieur dû en partie à Frigyes Feszl. Cette synagogue se distingue aussi par les éléments d'aménagements chrétiens notables qu'y a apportés son architecte, lui-même catholique : plan basilical, table de lecture de la Torah (tébah) au fond du bâtiment et non pas au milieu, riche décoration ou encore présence de deux chaires latérales.
Avec une longueur de 75 m et une largeur de 27 m, elle offre une capacité de 3 500 places assises et est un centre du judaïsme néologue (appelé parfois « réformé », en fait analogue au judaïsme conservateur).

## Histoire
Franz Liszt (lors de l'inauguration) et Camille Saint-Saëns y ont joué de l'orgue. Cette synagogue est d'ailleurs l'une des rares à posséder un orgue (avec la Grande synagogue de Paris, rue de la Victoire ou la synagogue Espagnole à Prague). Jouer de la musique étant interdit durant le shabbat, c'est un non-juif, le Shabbes goy, qui joue pendant les cérémonies.
Le bâtiment d’origine a été endommagé par le parti pro-nazi des Croix fléchées le 3 février 1939, puis utilisé pendant la Seconde Guerre mondiale comme base pour la radio allemande et aussi comme écurie. À la même époque, le ghetto de Budapest fut établi tout autour de cette synagogue.

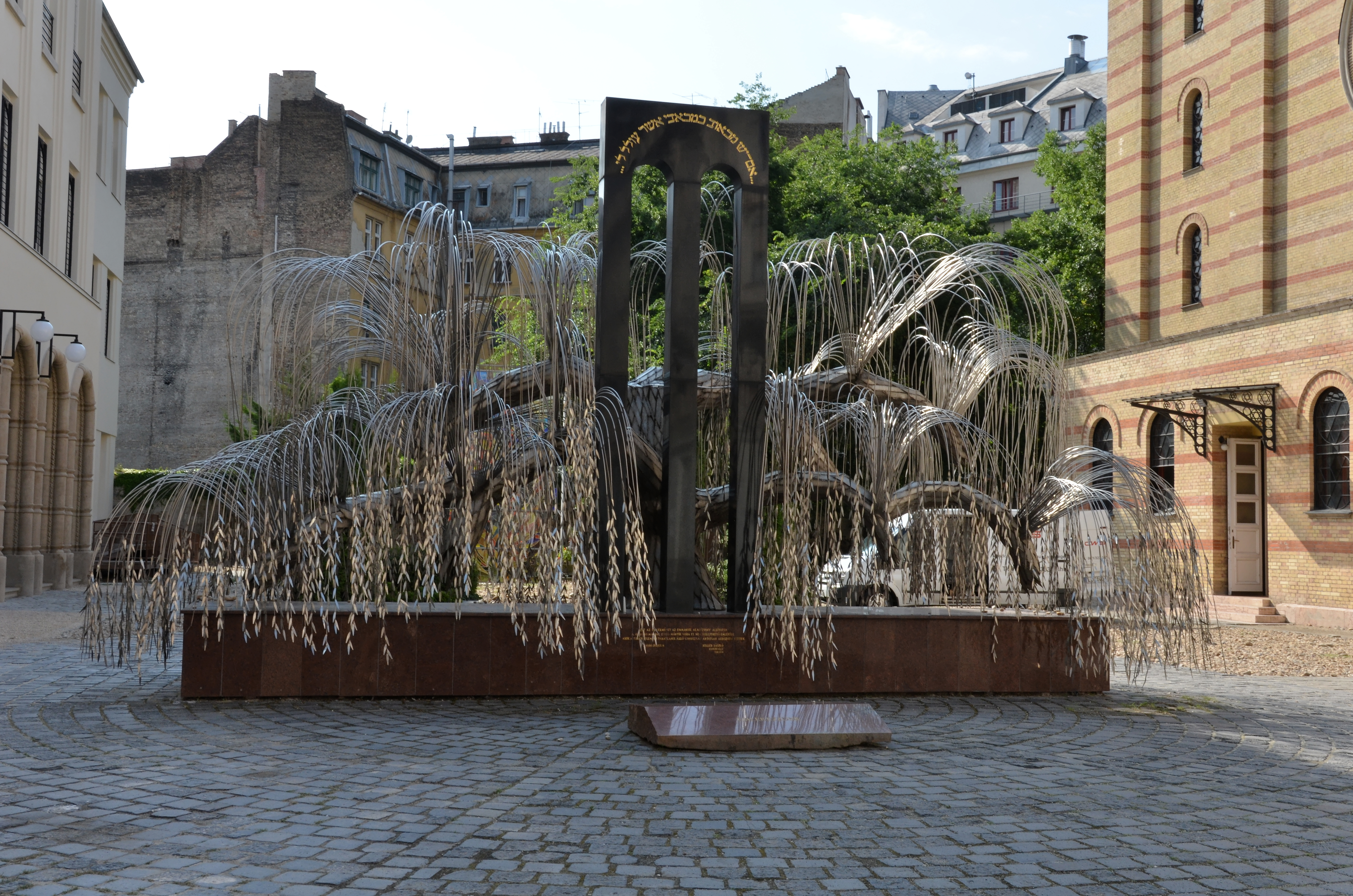
Dans le parc Raoul Wallenberg - cimetière de la grande synagogue de Dohány - l'arbre de vie, monument dédié aux victimes de la Shoah. Œuvre en métal d'Imre Varga dévoilée en 1991, ce saule pleureur à la mémoire des 600000 juifs hongrois tués par les nazis pendant la Seconde Guerre mondiale fut en partie financé par l'acteur américain d'origine hongroise Tony Curtis

Un programme de reconstruction sur trois ans, financé en  partie par une donation de 5 millions de dollars américains de l'émigrée juive hongroise Estée Lauder ainsi que de l'acteur d'origine hongroise Tony Curtis, s’est terminé en 1996.
Le carré devant la synagogue porte le nom de Theodor Herzl, né dans une maison voisine en 1860. Les collections religieuses et historiques sont contiguës à la synagogue.
Le Raoul Wallenberg Emlékpark (parc de mémoire) dans la cour arrière abrite le mémorial des Martyrs juifs hongrois (430 000 d'entre eux ont été assassinés par les nazis) en même temps qu’un mémorial dédié à Raoul Wallenberg et à d'autres « Justes parmi les nations », comme le vice-consul suisse Carl Lutz et sa femme Gertrud Lutz, l'homme d'affaires italien Giorgio Perlasca, le diplomate espagnol Ángel Sanz Briz, le nonce Angelo Rotta, le diplomate suisse Friedrich Born, qui pendant la Seconde Guerre mondiale ont sauvé des dizaines de milliers de Juifs hongrois.

## Copie
La Grande synagogue de Budapest a servi de modèle à la Central Synagogue de Manhattan qui est cependant plus petite.

## Galerie de photographies

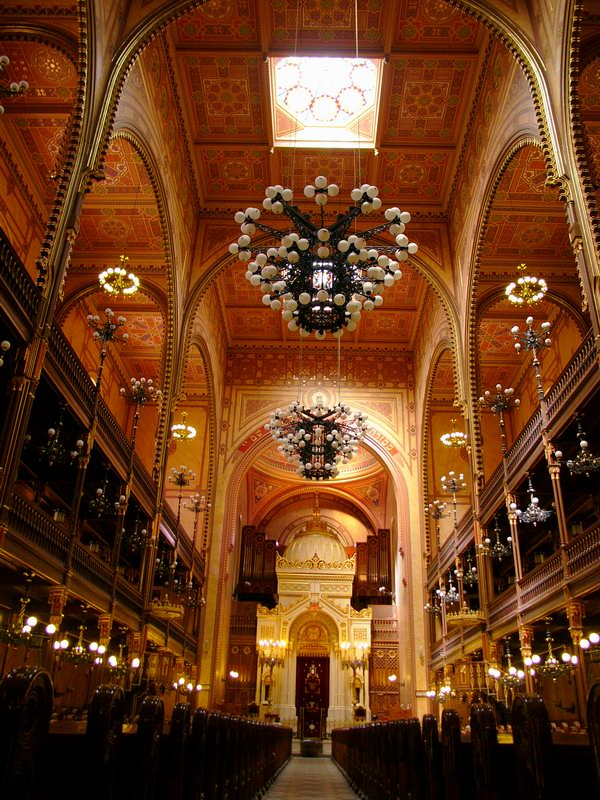
La synagogue
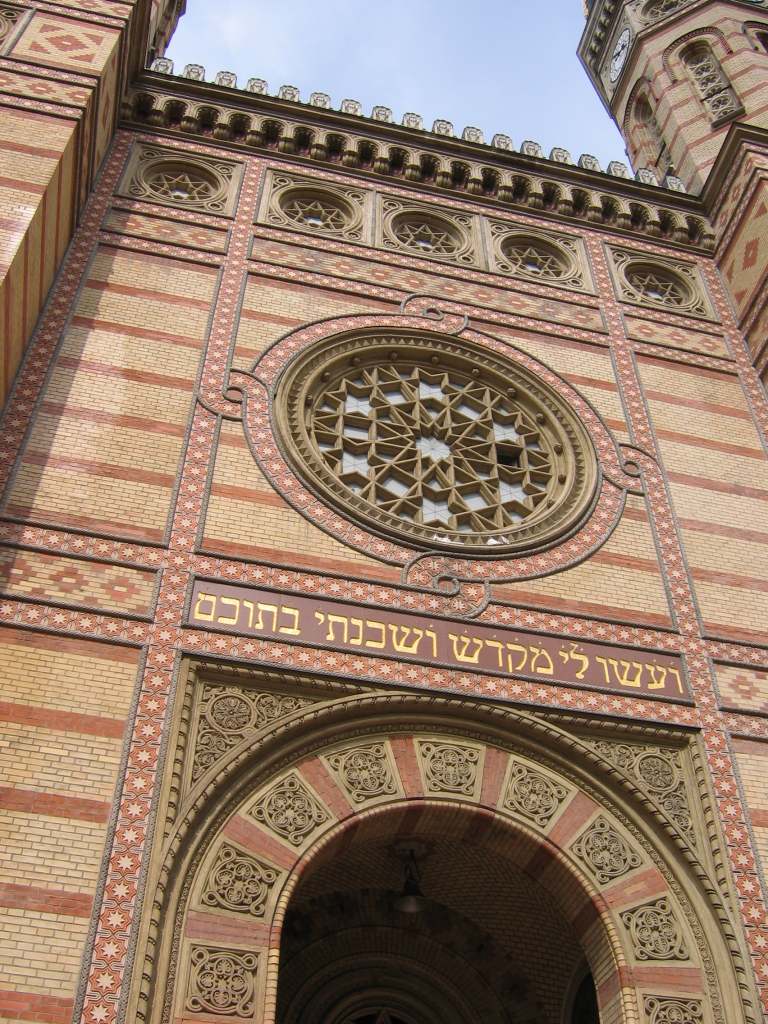
Entrée de la synagogue rue Dohány, Budapest
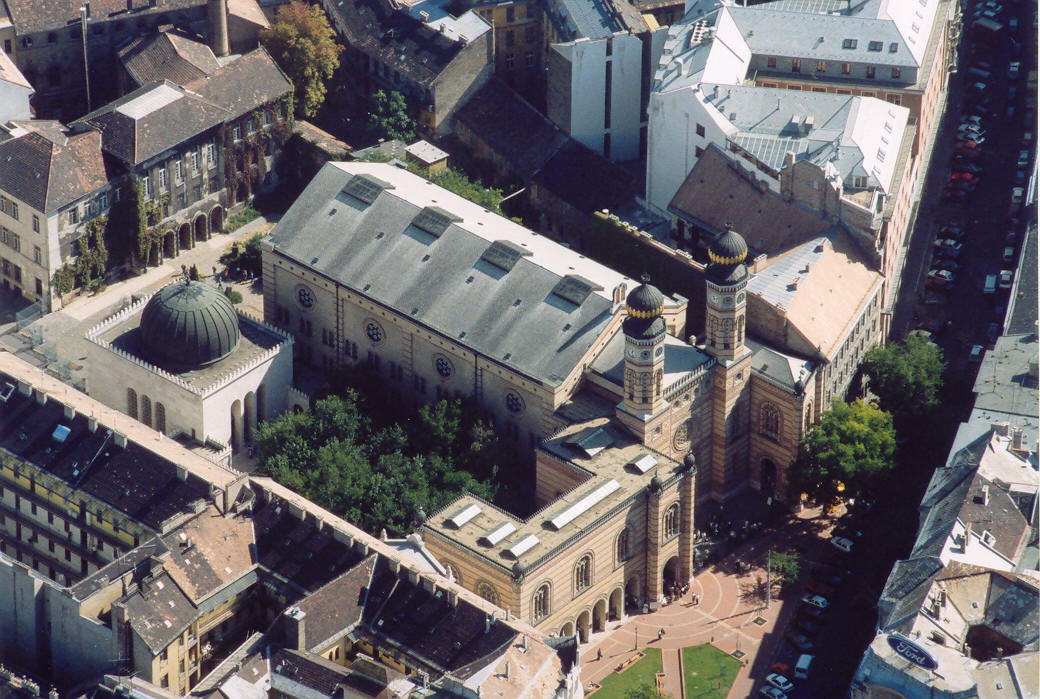
La synagogue - vue aérienne
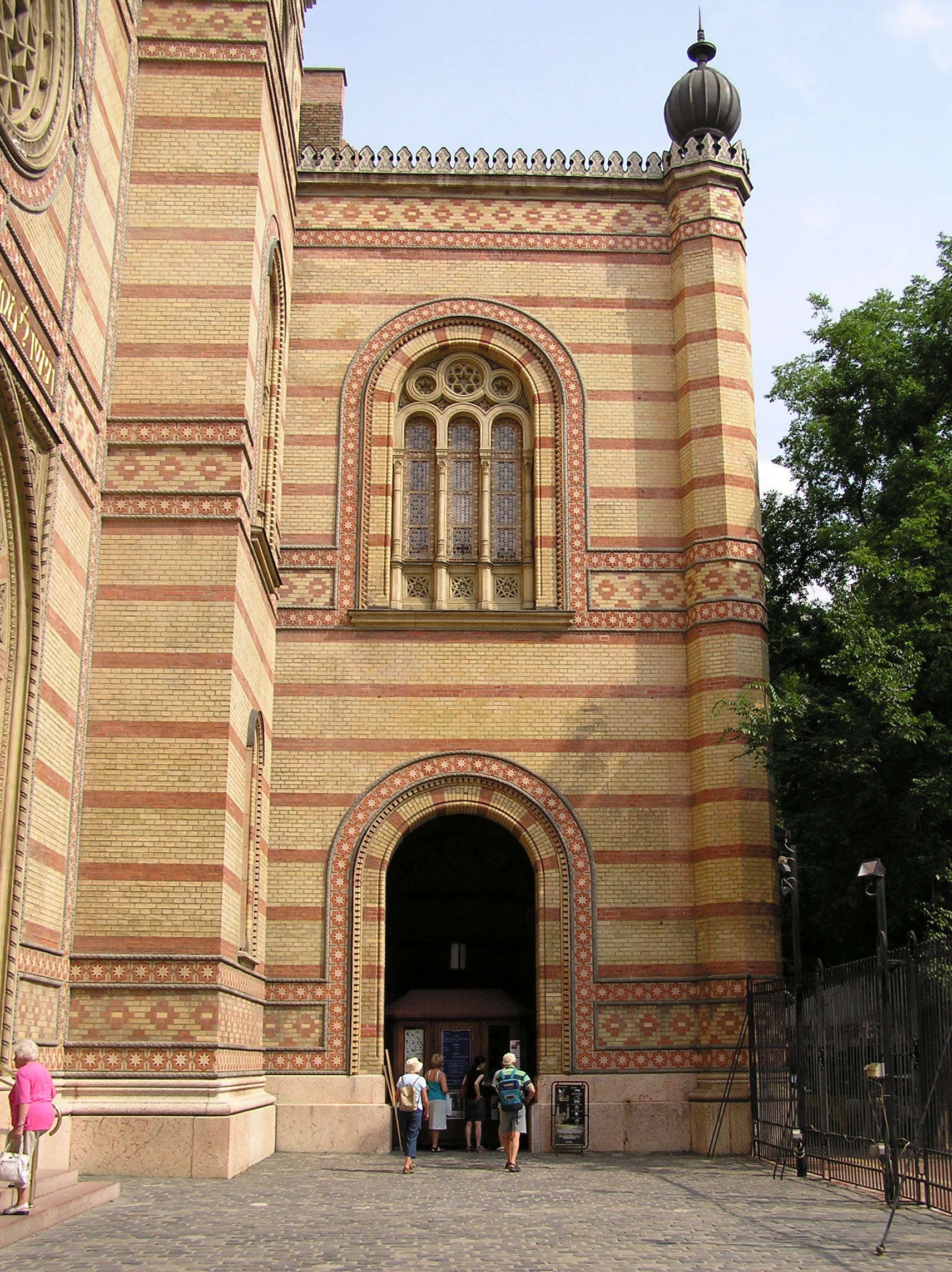
La synagogue - vue extérieure d'une aile
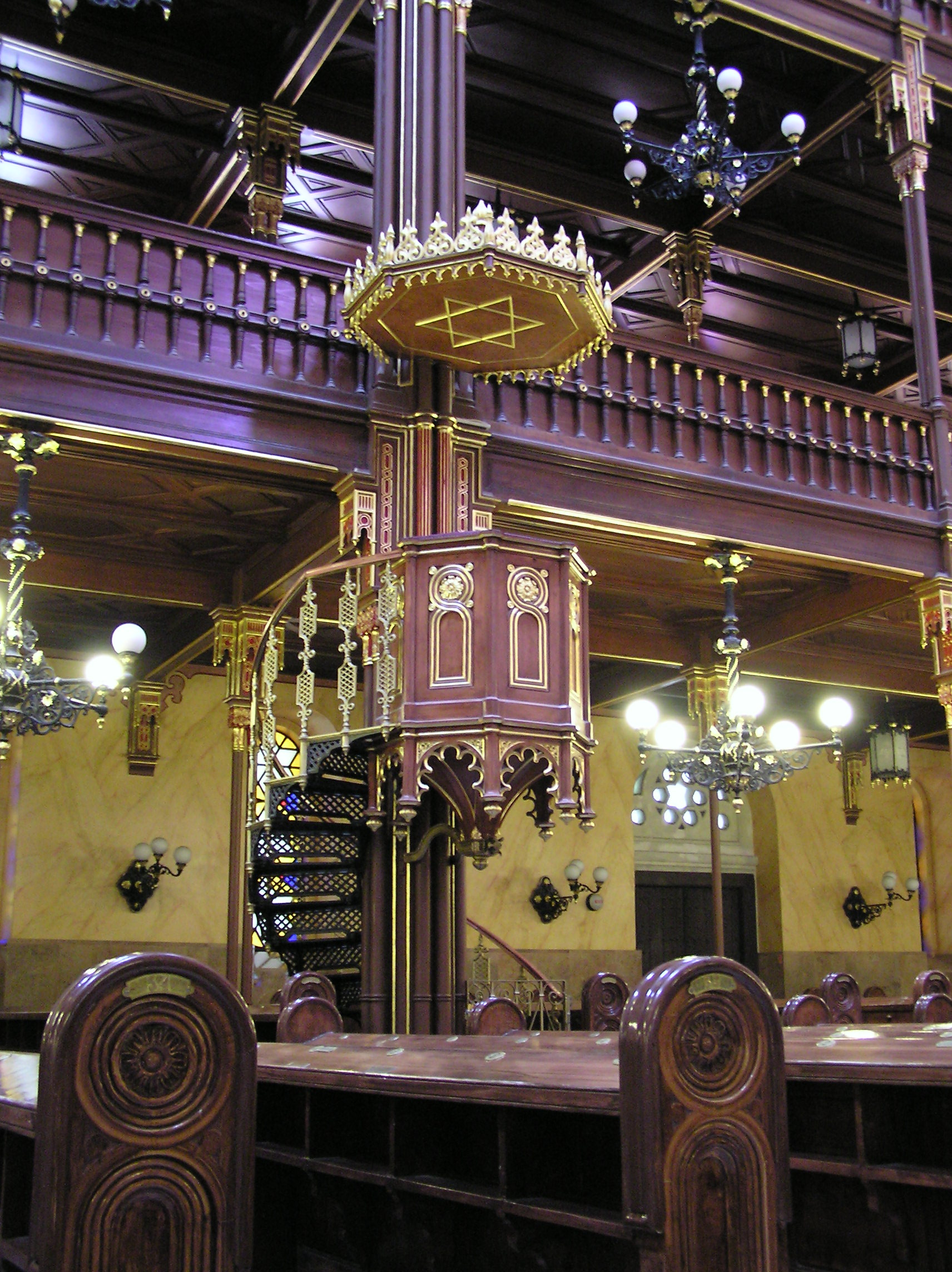
La synagogue, construite par des chrétiens, à l'image d'une église, est probablement la seule à avoir une chaire
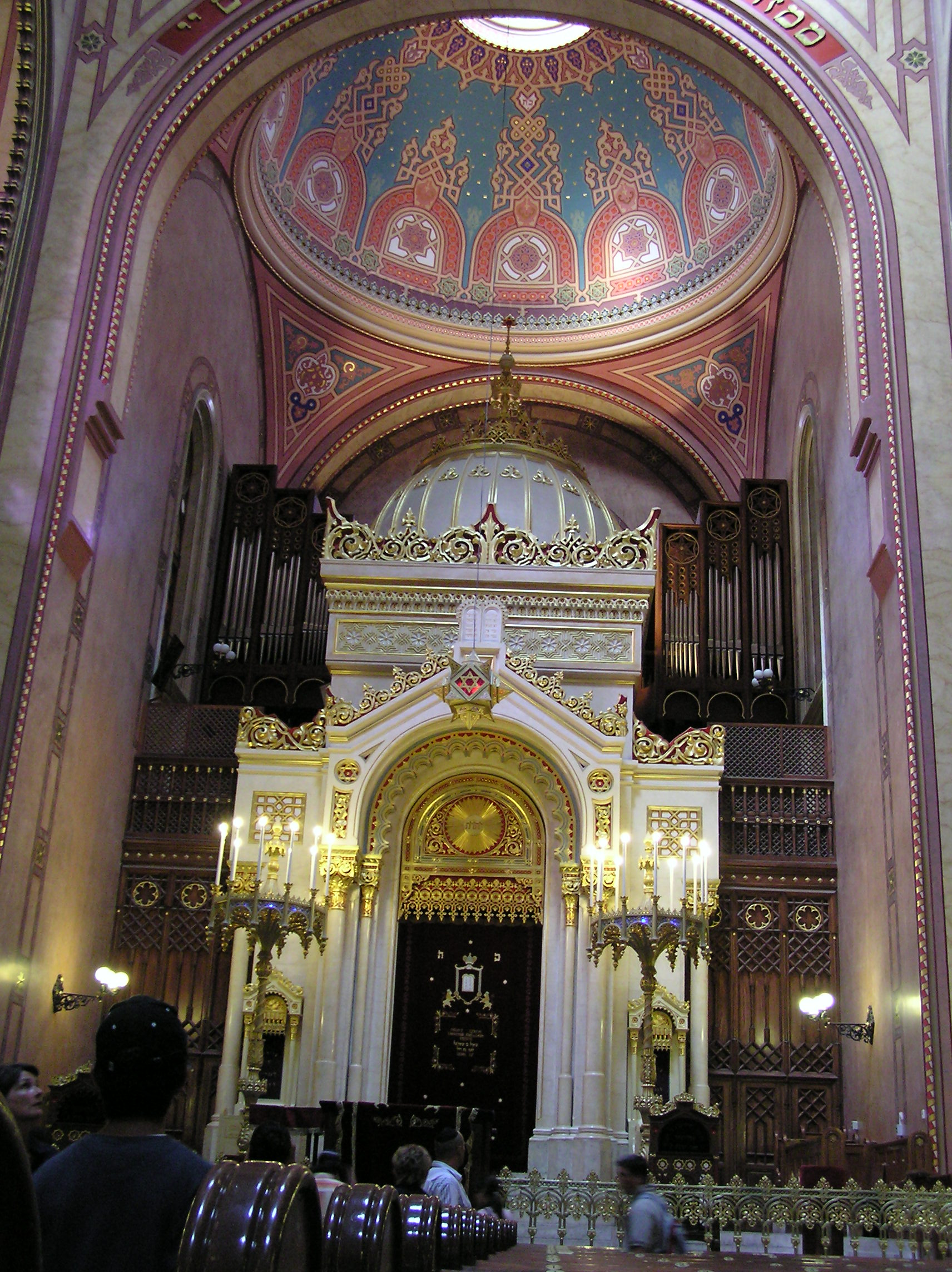
L'arche sainte de la synagogue
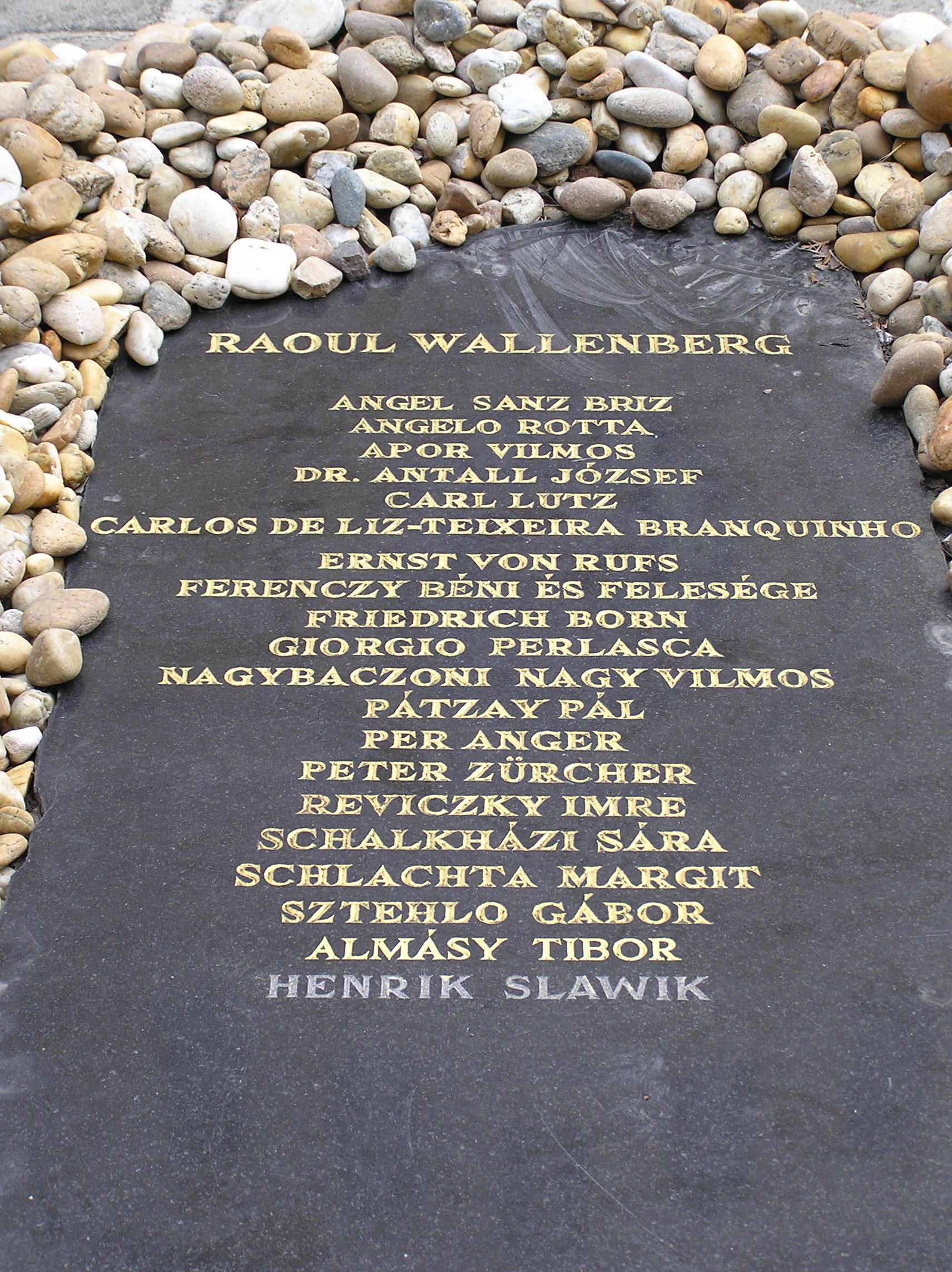
Le mémorial des Justes
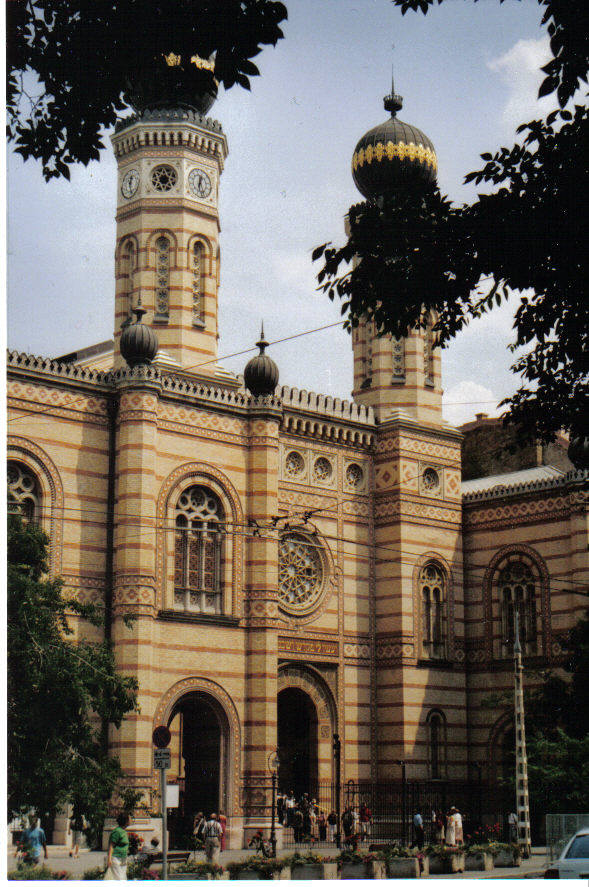
Façade de la synagogue sur la rue Dohány